# Infrastrukturförvaltare
Infrastrukturförvaltare är inom Europeiska unionen ett organ eller företag som ansvarar för att anlägga, förvalta och underhålla järnvägsinfrastruktur, inklusive trafikledning, trafikstyrning och signalering.
Begreppet började användas under 1990-talet i samband med att EU beslutade att separera driften av infrastrukturen från järnvägstrafiken. Begreppet järnvägsföretag (ofta även kallat tågoperatör) används numera inom EU för organ eller företag vars verksamhet består i att tillhandahålla gods- eller persontrafik på järnväg, inklusive dragkraft, eller att enbart tillhandahålla dragkraft. Innan uppdelningen på infrastrukturförvaltare och järnvägsföretag så sköttes infrastrukturen och trafiken normalt av ett och samma företag. Utanför Europeiska unionen är det fortfarande vanligast att samma företag äger infrastrukturen och driver tågtrafik.
Infrastrukturförvaltarens verksamhet finansieras normalt dels med offentliga medel, dels genom avgifter från järnvägsföretagen.
Normalt finns i EU i varje land en stor nationell infrastrukturförvaltare, oftast statligt ägd, som bildats genom avknoppning från den tidigare nationella järnvägsförvaltningen. Dessutom finns infrastrukturförvaltare för mindre järnvägar, framförallt industrijärnvägar, men även mindre järnvägar med persontrafik. 

## Norden
Den största infrastrukturförvaltaren i Sverige är Trafikverket. Sverige har haft en separat nationell infrastrukturförvaltare sedan 1988 då Banverket bildades och tog över järnvägsinfrastrukturen från dåvarande Statens järnvägar. Sammanlagt finns 300 stycken (nov 2020) infrastrukturförvaltare i Sverige, däribland Inlandsbanan och Region Stockholm (Roslagsbanan och Saltsjöbanan).
Den största infrastrukturförvaltaren i Finland är Trafikledsverket. Finland har haft en separat nationell infrastrukturförvaltare sedan 1995 då Banförvaltningscentralen bildades och tog över järnvägsinfrastrukturen från dåvarande Statsjärnvägarna.
I Norge är Bane NOR den nationella infrastrukturförvaltaren och i Danmark Banedanmark.

## Spårinnehavare
För spårväg och tunnelbana så används inte begreppet infrastrukturförvaltare. Motsvarande funktion med ansvar för drift, underhåll och säkerhet benämns spårinnehavare. Ett exempel på en spårinnehavare är Region Stockholm som ansvarar för tunnelbanor och spårvägar i Stockholms län.